# 티몰 지니
티몰 지니(Tmall Genie, 天猫精灵)는 중국의 전자상거래 기업 알리바바 그룹이 개발한 스마트 스피커이며 가상 비서 서비스 알리지니를 사용한다. 2017년 7월 선보인 이 장치는 원기둥 바디에 전방향 스피커를 갖추고 있고 장치 하단에 LED 라이트 링이 구성되어 있다.
다른 스마트 스피커처럼 지니는 웹 검색, 음악 스트리밍, 가정 자동화 장치 제어, 티몰에서 제품 주문을 지원한다. 장치와의 음성 연동은 현재 관화어로만 이용이 가능하다.